# Luna verde
Luna verde este un film românesc din 2010 regizat de Alexa Visarion. Rolurile principale au fost interpretate de actorii Maia Morgenstern, Răzvan Vasilescu, Alexandru Potocean.

## Distribuție
Distribuția filmului este alcătuită din:
- Richard Bovnoczki — Sorin
- Ioana Anastasia Anton — Ioana
- Andreea Vasile — Irina
- Ana Ularu
- Mihai Calotă — Mihai
- Cătălina Mustață
- Alexandru Potocean — Cristi
- Răzvan Vasilescu
- Maia Morgenstern — Simona
- Tudor Aaron Istodor — Răzvan
- Rodica Mandache
- Marius Manole — Șerban
- Marian Râlea — Tatăl Irinei

## Primire
Filmul a fost vizionat de 910 spectatori de spectatori în cinematografele din România, după cum atestă o situație a numărului de spectatori înregistrat de filmele românești de la data premierei și până la data de 31 decembrie 2014 alcătuită de Centrul Național al Cinematografiei.